# Pseudochazara altivolans
Pseudochazara altivolans är en fjärilsart som beskrevs av Gross 1978. Pseudochazara altivolans ingår i släktet Pseudochazara och familjen praktfjärilar. Inga underarter finns listade i Catalogue of Life.